# XMods

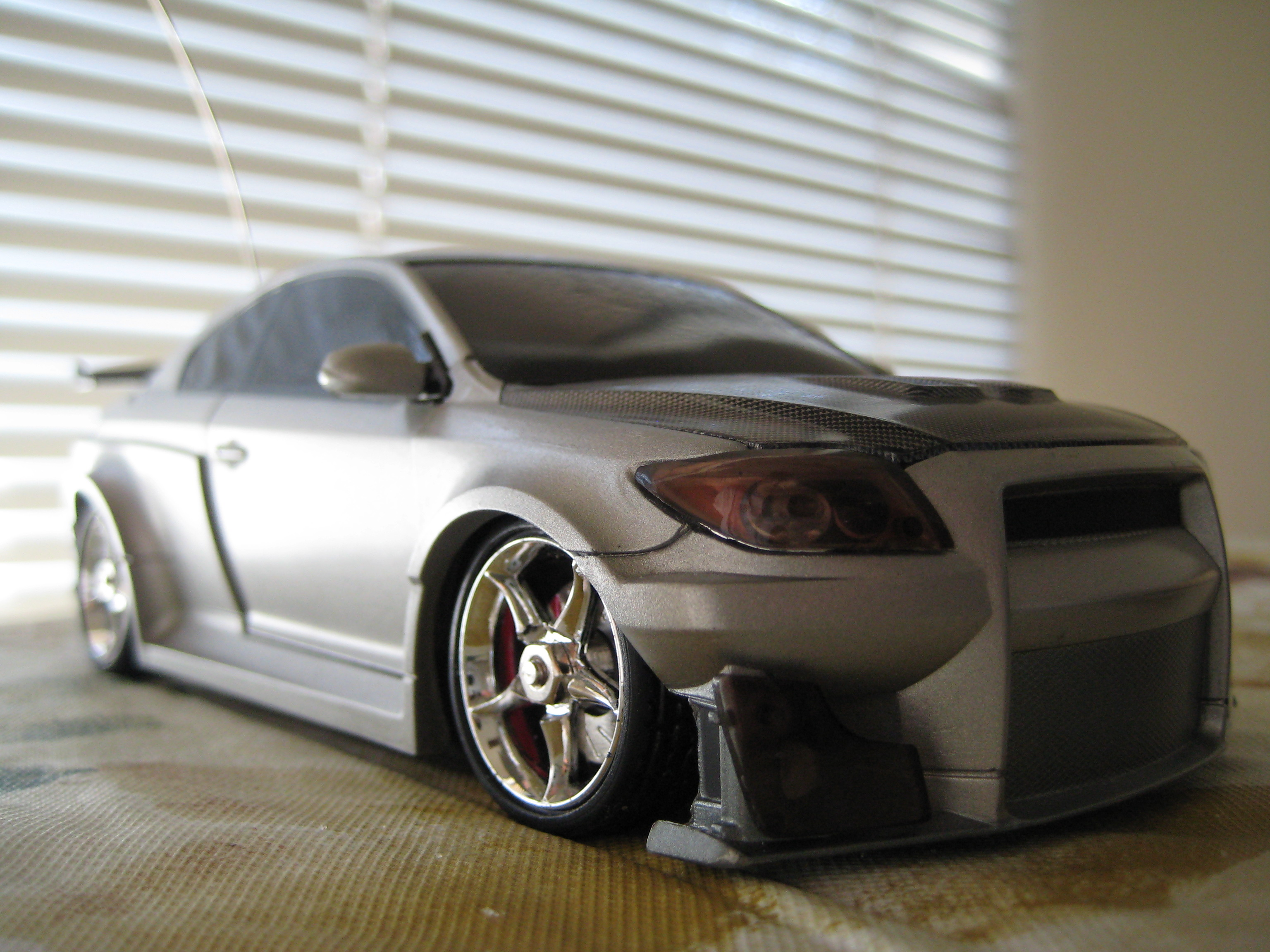
Xmods Scion tC mit Wild Body Kit

xMods sind funkferngesteuerte Modellautos („RC-Modelle“) im Maßstab 1:28. Die Modelle sind aufgrund ihrer Tuningmöglichkeiten für erweiterungsfreudige Modellwagenfahrer gedacht. In den USA werden die Modellautos von RadioShack vertrieben, in Japan von Hobby Products International und in Europa von Carson-Model Sport. Carson ist eine Marke der Tochterfirma Dickie-Tamiya der Simba-Dickie-Group.
Erweiterungsmöglichkeiten sind zum Beispiel Tuning-Kits, Beleuchtungssätze, Motor-Upgrade, Feder- und Aufhängungssätze sowie spezielle Rädersätze. Ein ähnliches Produkt sind Mini-Z-Modellautos.

## Geschichte
xMods kamen im Herbst 2003 auf den Markt. Die Modelle der „ersten Generation“ wurden im Herbst 2005 durch die „Evolution“-Reihe mit verändertem Fahrgestell ersetzt, mittlerweile durch die Reihe „Evolution 2“. Außerdem gibt es eine Modellreihe namens „Truckin“, die für Geländefahrten ausgelegt sein soll, und Modell-Monstertrucks namens „xMonster“.